# Joe Cocker

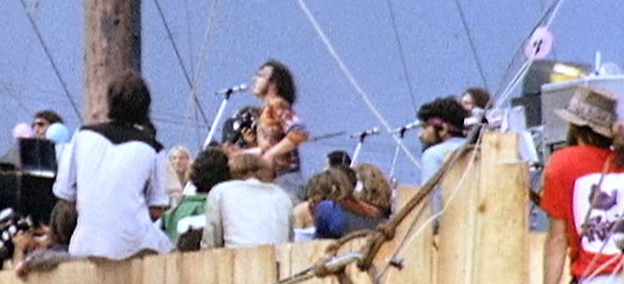
Joe Cocker uppträder vid Woodstockfestivalen 1969.

John Robert "Joe" Cocker OBE, född 20 maj 1944 i Sheffield, West Riding of Yorkshire, död 22 december 2014 i Crawford, Delta County, Colorado, var en brittisk sångare. Joe Cocker har mestadels gjort sig känd genom uttrycksfulla covers, framförallt med låtar av The Beatles och Ray Charles.

## Biografi

### Uppväxt och 1960-tal

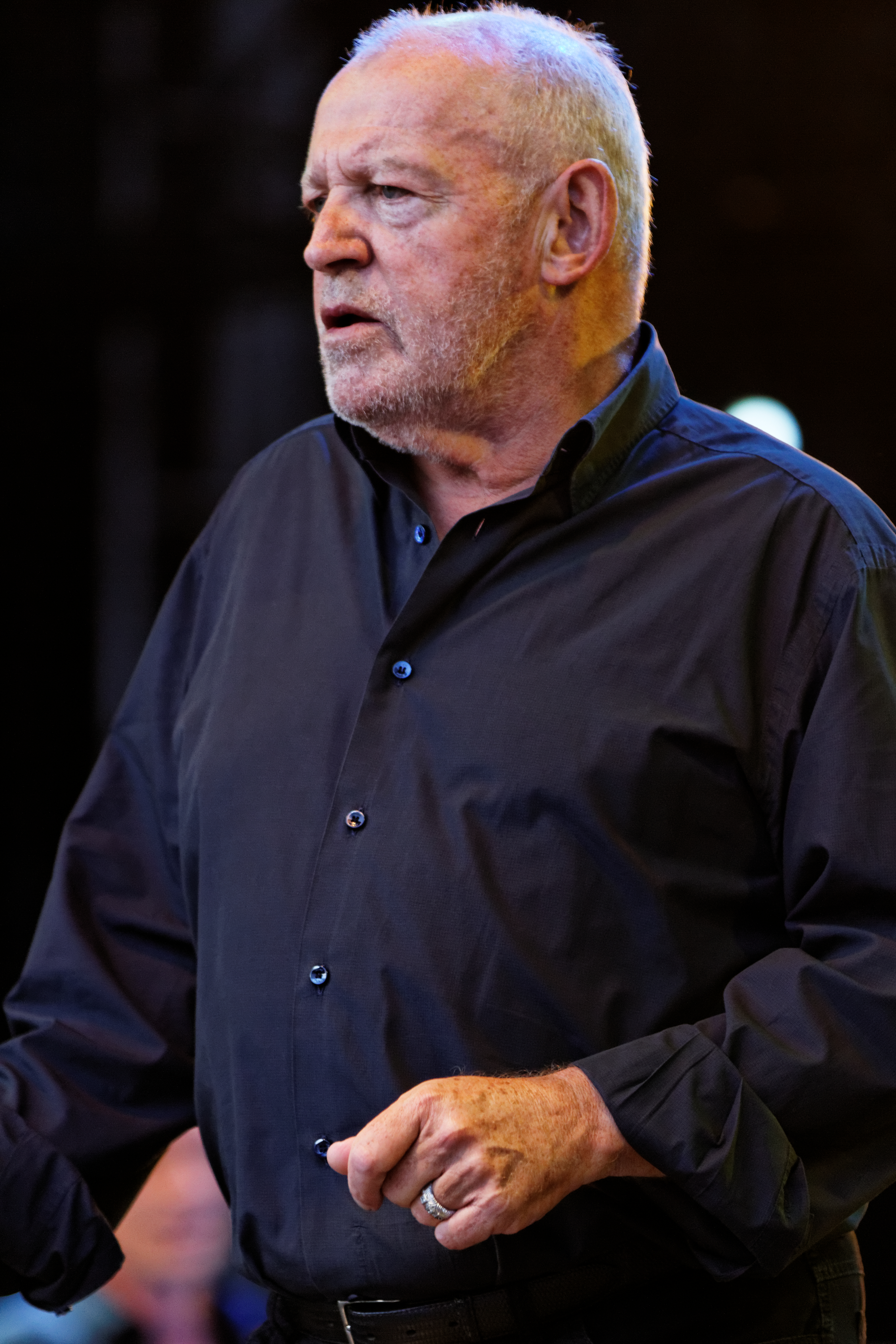
Joe Cocker vid Festival du Bout du Monde 2013 i Frankrike.

Cocker växte upp i en arbetarfamilj i Sheffield i England. Samtidigt som han arbetade som gasinstallatör gjorde han sångkarriär som innebar att han under 1960-talet sjöng covers på låtar från Motown på pubar runtom i norra England.
Tidigare under 1960-talet uppträdde han under artistnamnet Vance Arnold och fick skivkontrakt hos Decca, men utan större framgång. Han fick sitt genombrott 1968 då han spelade in en omarbetad soulinfluerad version av Beatles-låten "With a Little Help from My Friends" som blev singeletta på UK Singles Chart och en singelhit i Europa. I Sverige gick låten in på både Tio i topp och Kvällstoppen. Han följde upp den med en inspelning av Leon Russells låt "Delta Lady" som blev en topp 10-singel i Storbritannien. Han blev också känd för en version av Traffic-låten "Feelin' Alright".
I augusti 1969 medverkade han på den berömda Woodstockfestivalen, där han gjorde sig känd för den amerikanska publiken med sin cover av "With a Little Help from My Friends".

### 1970-tal
1970 släpptes ett av hans mest kända album, Mad Dogs & Englishmen som blev en kommersiell succé och gav honom hitsinglar med "The Letter" (ursprungligen av The Box Tops) och "Cry Me a River". 1972 spelade han in låten "Woman to Woman" som på sin tid blev en måttlig singelframgång i USA, men på 1990-talet samplades riffet i låten till Tupac Shakurs raplåt "California Love".
Under 1970-talet tilltog Cockers alkoholism vilket gjorde att han hade svårigheter att uppträda live och hans skivor sålde allt sämre.

### 1980-tal och senare
1982 fick Cocker återigen en mycket stor hit efter några år i skuggan då han tillsammans med Jennifer Warnes spelade in duetten Up Where We Belong till filmen En officer och gentleman. Låten belönades både med en Grammy för årets duett och en Oscar för bästa sång.
1986 sjöng Joe Cocker den av Randy Newman komponerade låten "You Can Leave Your Hat On" i filmen 9½ vecka.
1987 fick han en singelhit med en version av Ray Charles låt "Unchain My Heart".
Från 1990-talet och senare hann Cocker ge ut tio studioalbum, och det sista albumet Fire It Up kom ut 2012. Han fortsatte att uppträda live och hann dessutom medverka i filmen Across the Universe som kom ut 2007.
Cockers sista spelning var i Loreley-arenan i Sankt Goarshausen den 7 september 2013.

### Välgörenhet
Cocker startade tillsammans med sin fru välgörenhetsfonden The Cocker Kids Foundation, som har målet att främja ansvarsskyldighet och ansvar i ungdomen.

### Död
Den tidigare storrökaren Cocker avled hemma i Colorado i USA, den 22 december 2014 i sviterna av lungcancer.

## Utmärkelser och nomineringar
- 1993 – Nominerad för Best British Male på Brit Awards [13]
- 2007 – OBE-utmärkelse för sina tjänster till musikbranschen [13]

## Diskografi
- 1969 – With a Little Help from My Friends
- 1969 – Joe Cocker!
- 1970 – Mad Dogs & Englishmen (live)
- 1972 – Joe Cocker (albumet även känt under titeln Something to Say)
- 1974 – I Can Stand a Little Rain
- 1975 – Jamaica Say You Will
- 1976 – Stingray
- 1979 – Luxury You Can Afford
- 1982 – Sheffield Steel
- 1984 – Civilized Man
- 1986 – Cocker
- 1987 – Unchain My Heart
- 1989 – One Night of Sin
- 1990 – Joe Cocker Live (live)
- 1991 – Night Calls
- 1994 – Have a Little Faith
- 1996 – Organic
- 1997 – Across from Midnight
- 1999 – No Ordinary World
- 2002 – Respect Yourself
- 2004 – Heart & Soul
- 2007 – Hymn for My Soul
- 2010 – Hard Knocks
- 2012 – Fire It Up

## Billboard-placeringar (i urval)
Joe Cocker hade många låtar med på Billboard Hot 100.
| Högsta placering | Låt                                                                                | Datum            | Artist                                           | Ref    |
| ---------------- | ---------------------------------------------------------------------------------- | ---------------- | ------------------------------------------------ | ------ |
| #001             | "Up Where We Belong"                                                               | 6 november 1982  | Joe Cocker med Jennifer Warnes                   | [ 14 ] |
| #005             | "You Are So Beautiful" / "It's a Sin When You Love Somebody" (double-sided single) | 29 mars 1975     | Joe Cocker                                       | [ 14 ] |
| #007             | "The Letter"                                                                       | 30 maj 1970      | Joe Cocker med Leon Russell & The Shelter People | [ 14 ] |
| #011             | "When the Night Comes"                                                             | 20 januari 1990  | Joe Cocker                                       | [ 14 ] |
| #011             | "Cry Me a River"                                                                   | 14 november 1970 | Joe Cocker                                       | [ 14 ] |
| #022             | "High Time We Went" / "Black-Eyed Blues" (double-sided single)                     | 17 juli 1971     | Joe Cocker                                       | [ 14 ] |
| #027             | "Midnight Rider"                                                                   | 28 oktober 1972  | Joe Cocker med the Chris Stainton Band           | [ 14 ] |
| #030             | "She Came in Through the Bathroom Window"                                          | 7 februari 1970  | Joe Cocker                                       | [ 14 ] |
| #033             | "Feelin' Alright"                                                                  | 12 februari 1972 | Joe Cocker                                       | [ 14 ] |
| #046             | "Put Out the Light"                                                                | 27 juli 1974     | Joe Cocker                                       | [ 14 ] |